# Museo del Ferrocarril de Azerbaiyán
Museo del Ferrocarril de Azerbaiyán es un museo ferroviario situado en Bakú (Azerbaiyán). El museo fue inaugurado en 2019.
El museo está ubicado en el edificio histórico de la estación de tren de Sabunchu en el centro de la ciudad de Bakú, cerca de la plaza Jafar Jabbarli (estación de metro 28 May).

## Historia
La inauguración del Museo del Ferrocarril de Azerbaiyán tuvo lugar el 19 de noviembre de 2019, con la participación del presidente Ilham Aliyev.
Se llevaron a cabo obras de reconstrucción en el museo, que estuvo cerrado durante la pandemia de COVID-19, y después de enriquecerse con nuevas exhibiciones, comenzó a recibir visitantes el 28 de diciembre de 2023.
La histórica estación de tren de Sabunchu (cerca de la estación de metro 28 May), uno de los tres edificios que componen el complejo histórico de la estación de pasajeros de Bakú, alberga el Museo del Ferrocarril de Azerbaiyán. Este edificio se puso en funcionamiento el 6 de julio de 1926, el día de la inauguración del primer ferrocarril electrificado en Azerbaiyán. La estación de tren de Sabunchu en Bakú fue la primera estación en recibir trenes eléctricos.
El edificio fue construido según las tradiciones arquitectónicas nacionales de Azerbaiyán y, por su apariencia y muchos de sus elementos, recuerda al Palacio de los Shirvansháhs. Destacan las ventanas del edificio, realizadas al estilo del arte nacional "shabaka", la decoración de la época de los Shirvanshah en la parte superior de la fachada de la entrada y las tallas de piedra de leones en la torre del reloj.
El museo cuenta con dos salas de exposiciones, una sala de cine y salas para la organización de eventos culturales y corporativos. Aquí se celebran eventos como jornadas de firma de libros, horas de lectura, exposiciones de libros y arte, encuentros con personalidades públicas. En las salas se muestran diversas exposiciones interesantes relacionadas con las etapas de desarrollo del sector ferroviario de Azerbaiyán, incluidos materiales fotográficos y de vídeo que reflejan la historia de la creación del ferrocarril en el siglo XIX y maquetas de trenes. Además, se creó un rincón de fotografía para reflejar los servicios prestados por el presidente Heydar Aliyev en el desarrollo de los ferrocarriles en Azerbaiyán.

## Galería

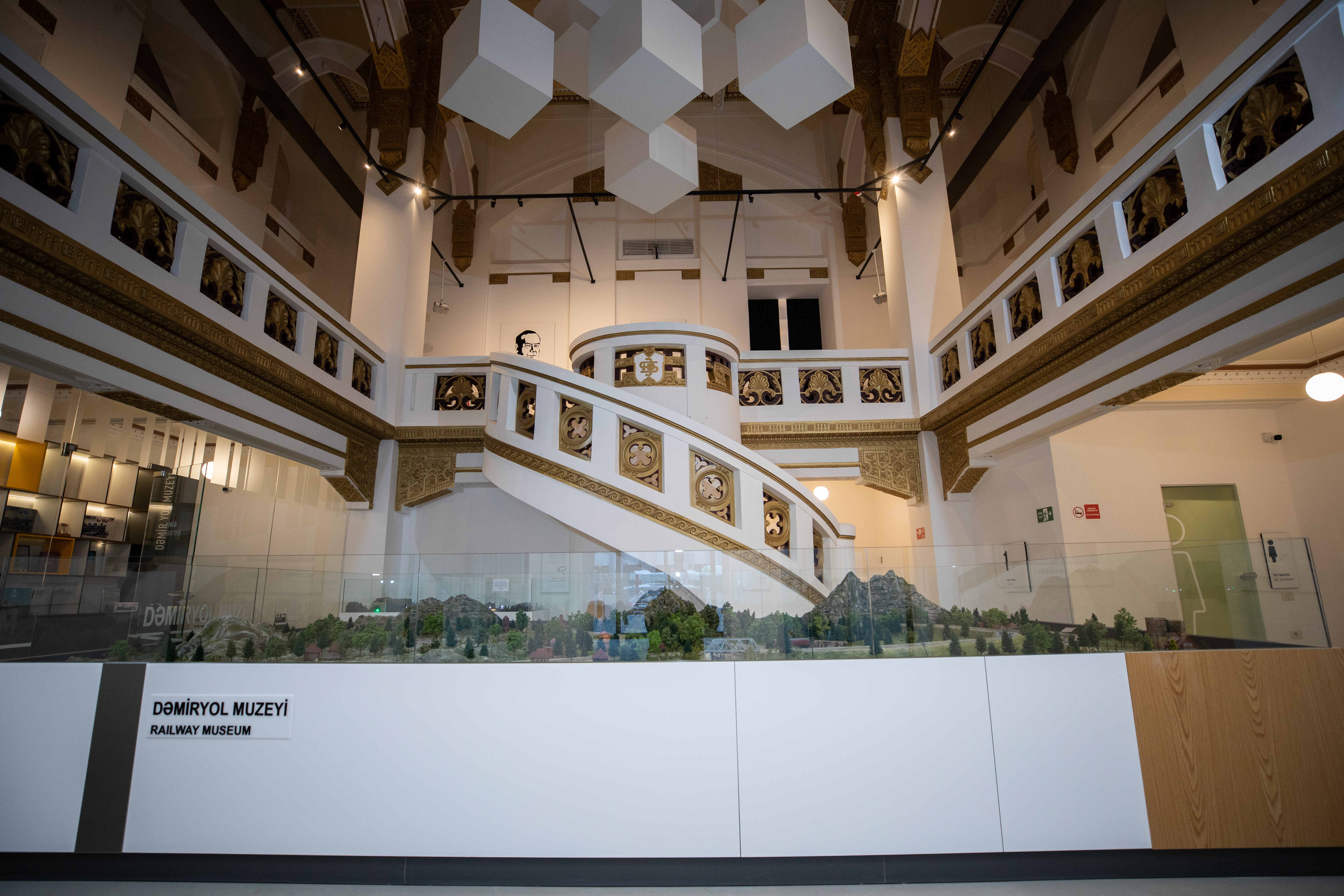
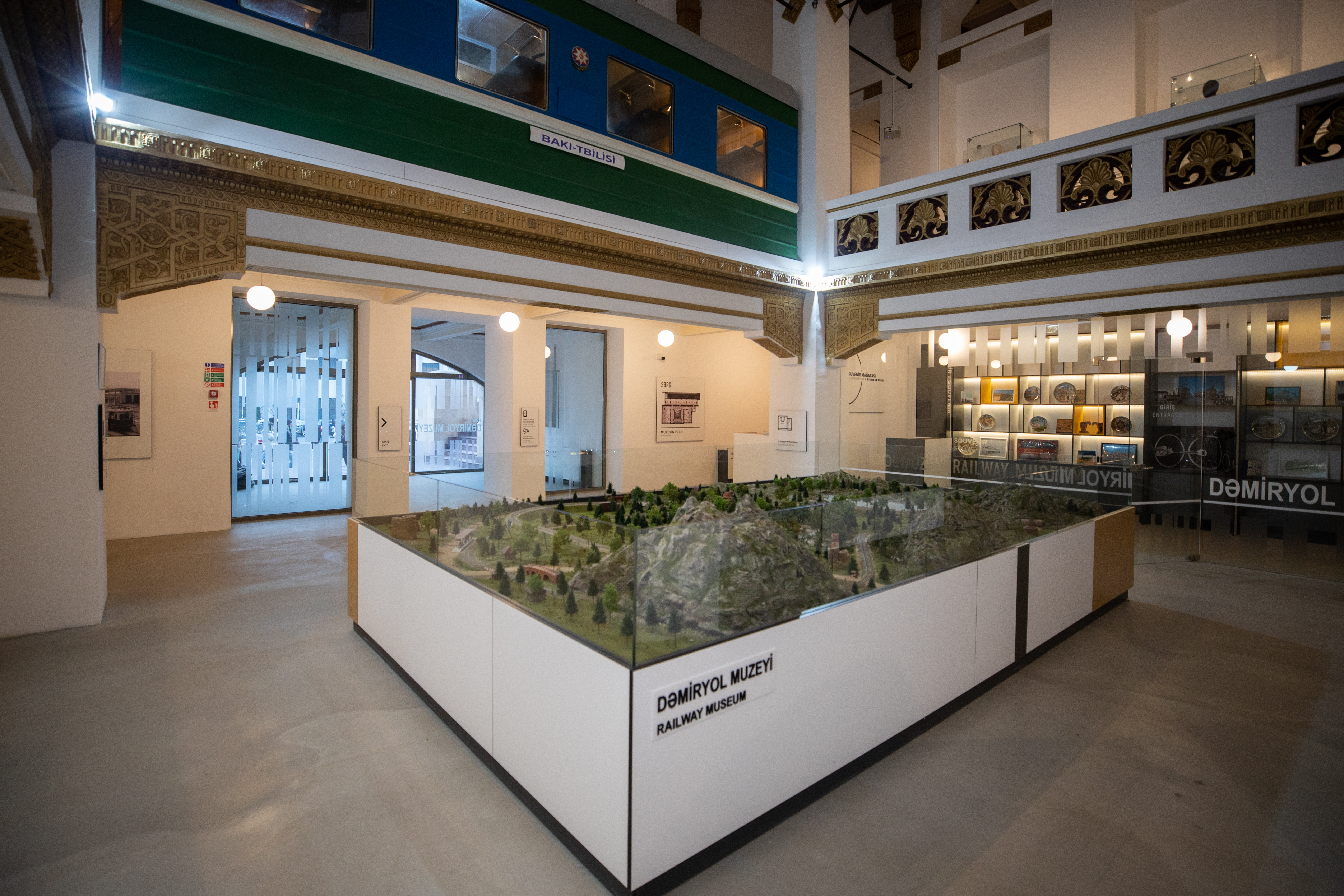
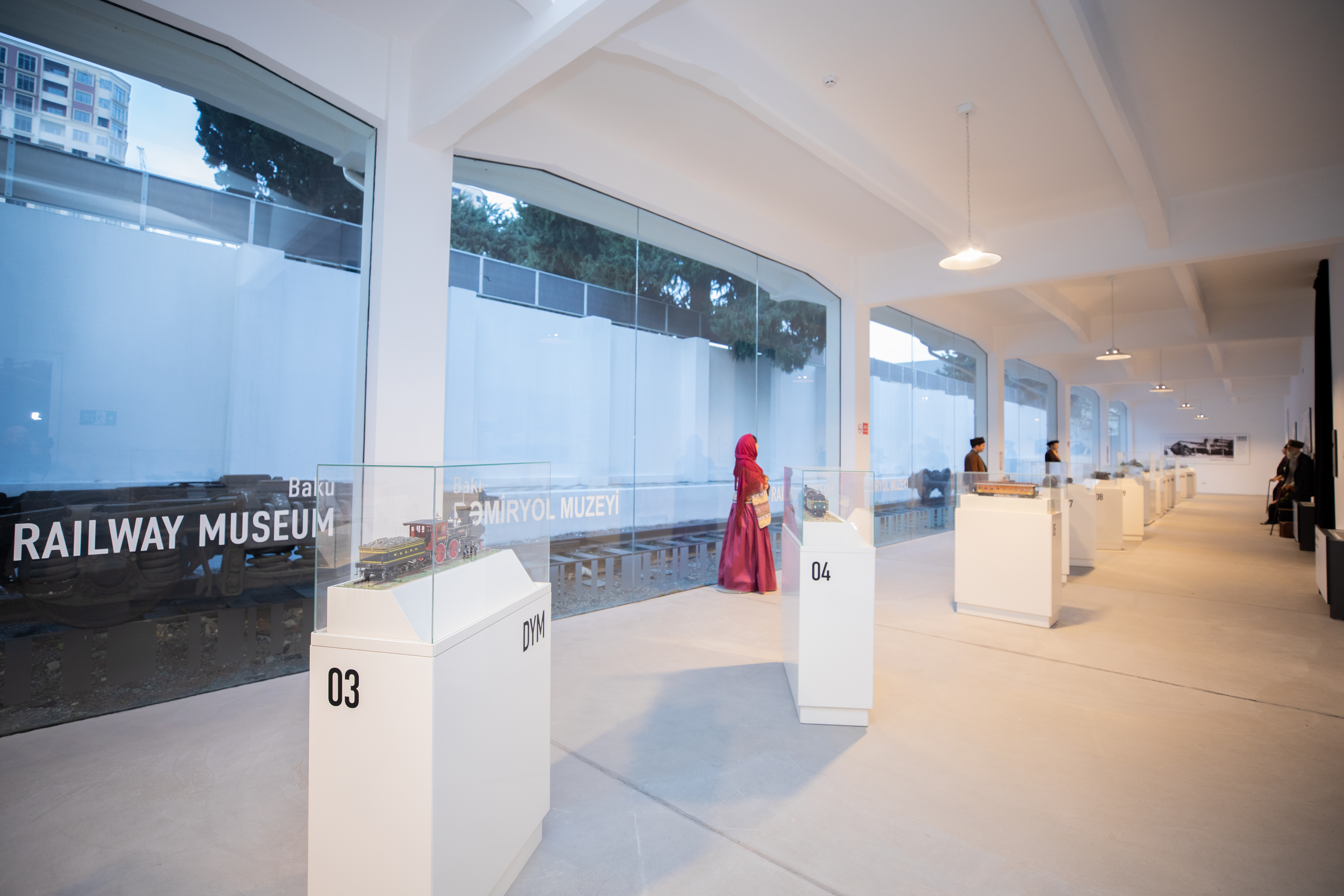
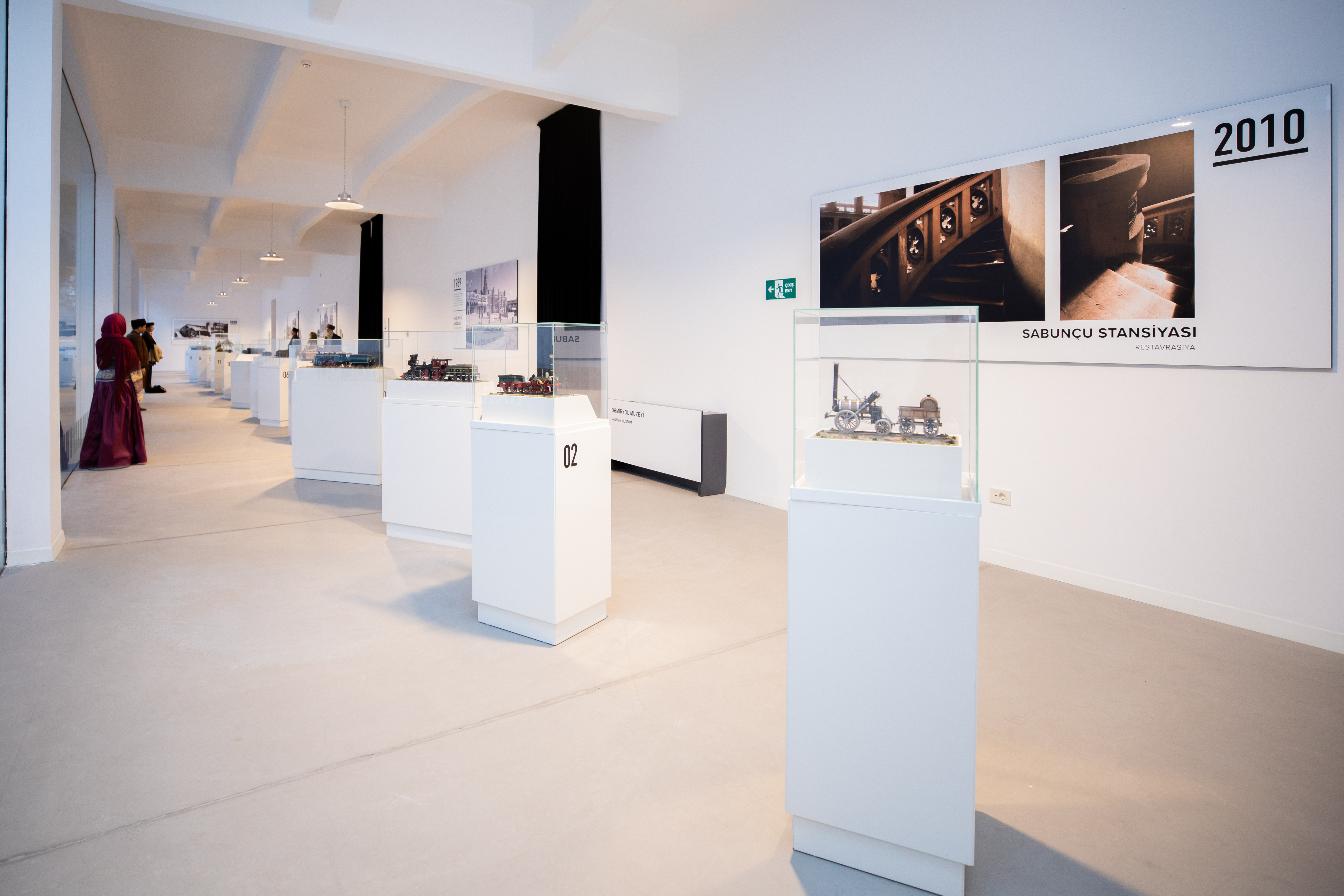
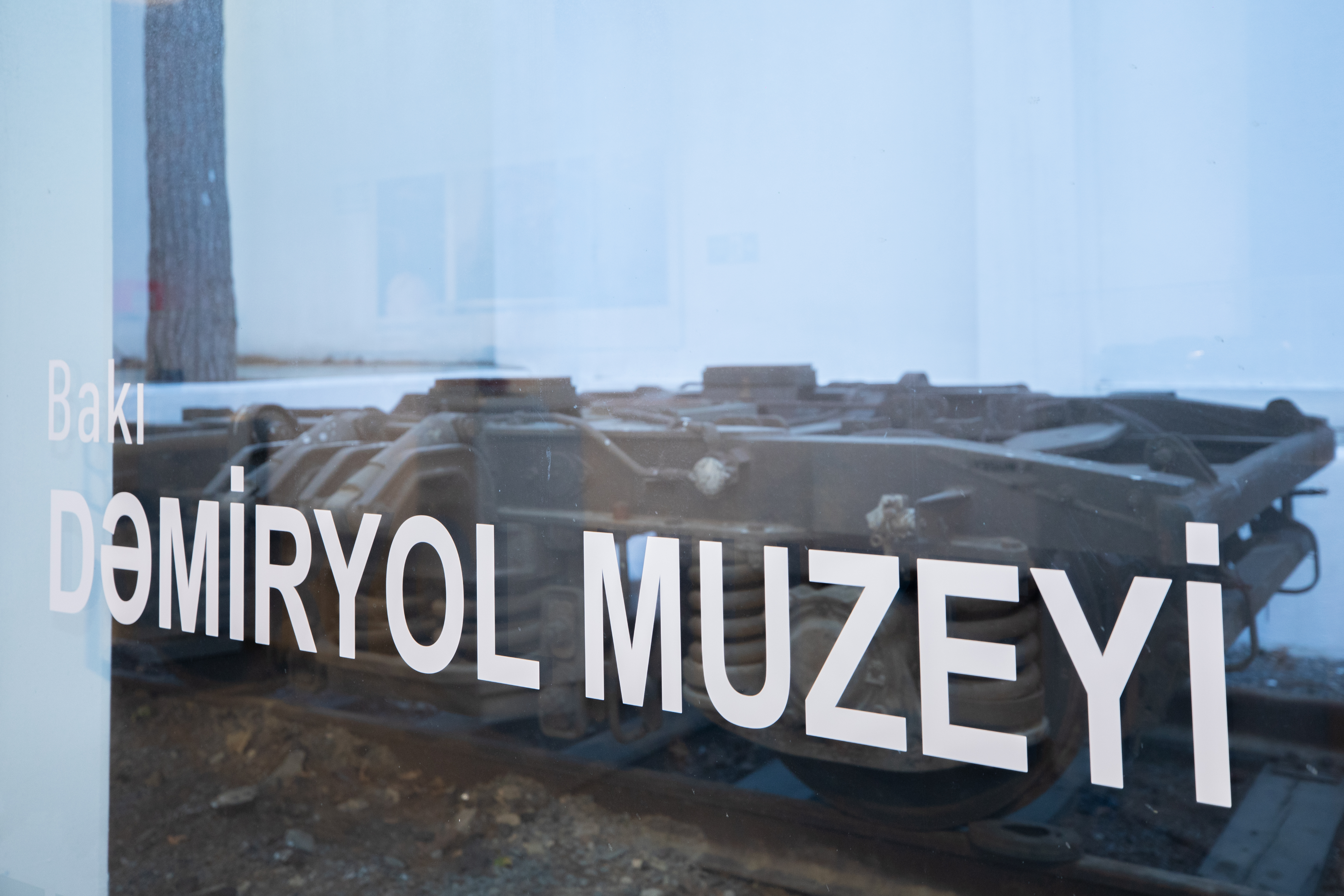
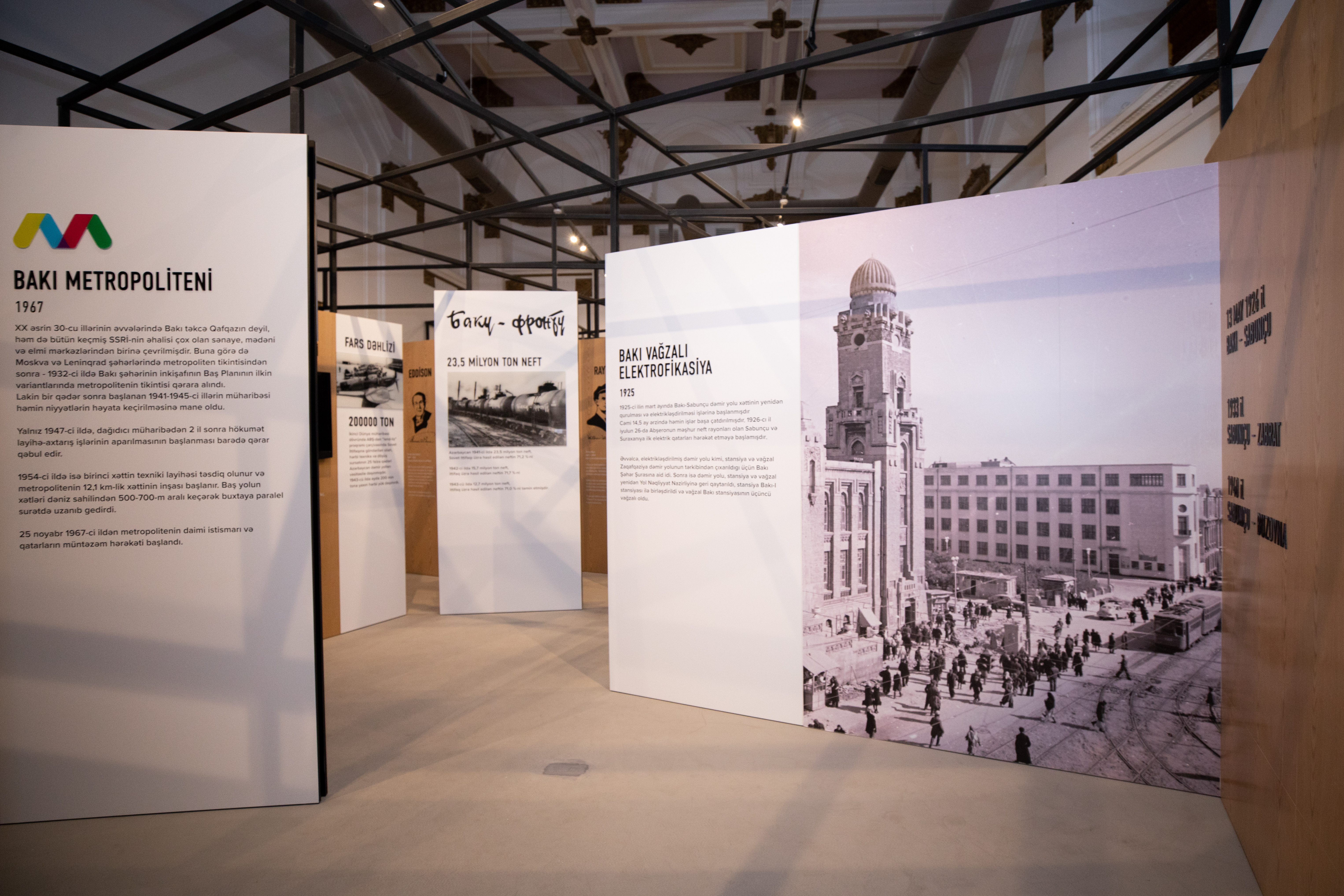
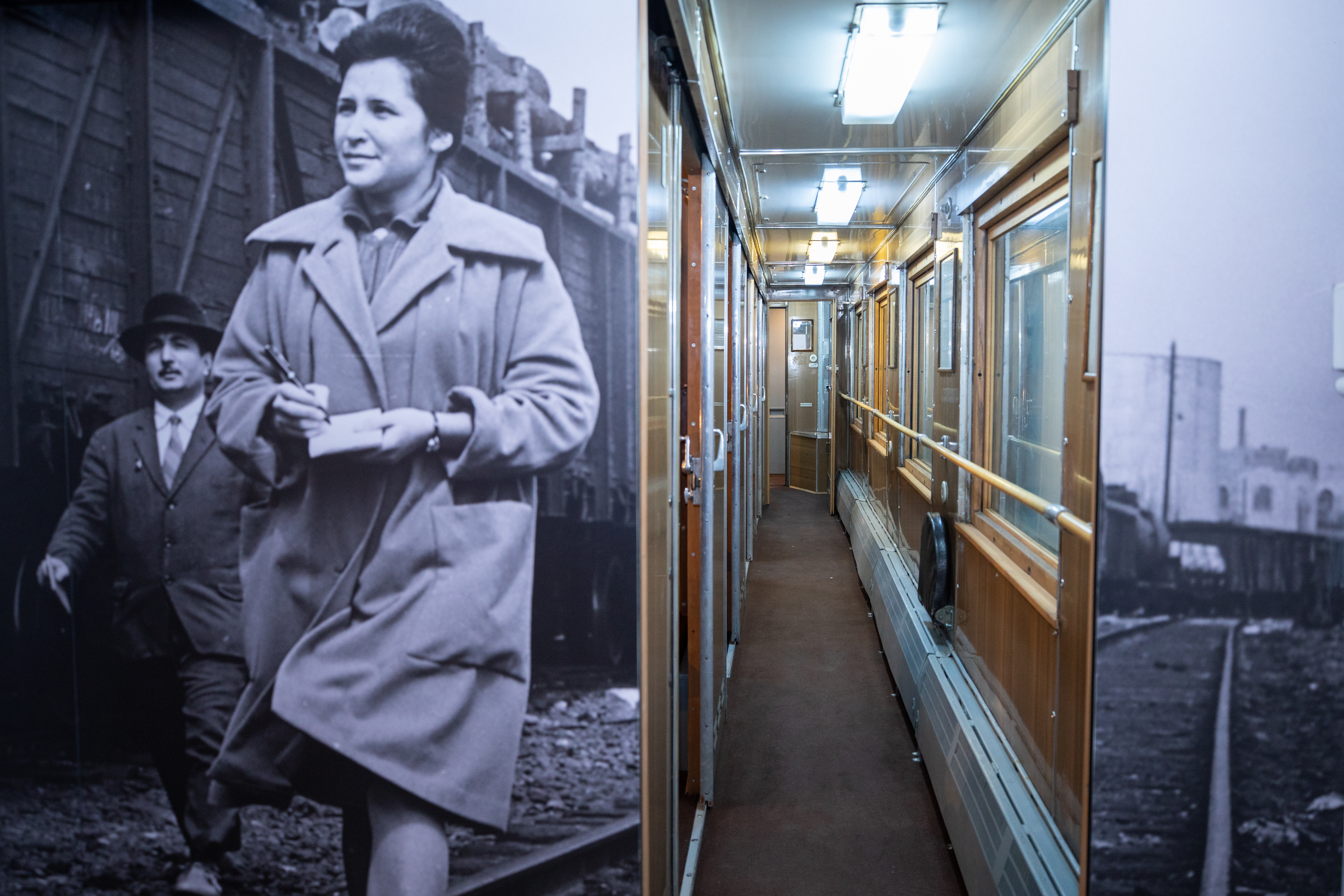
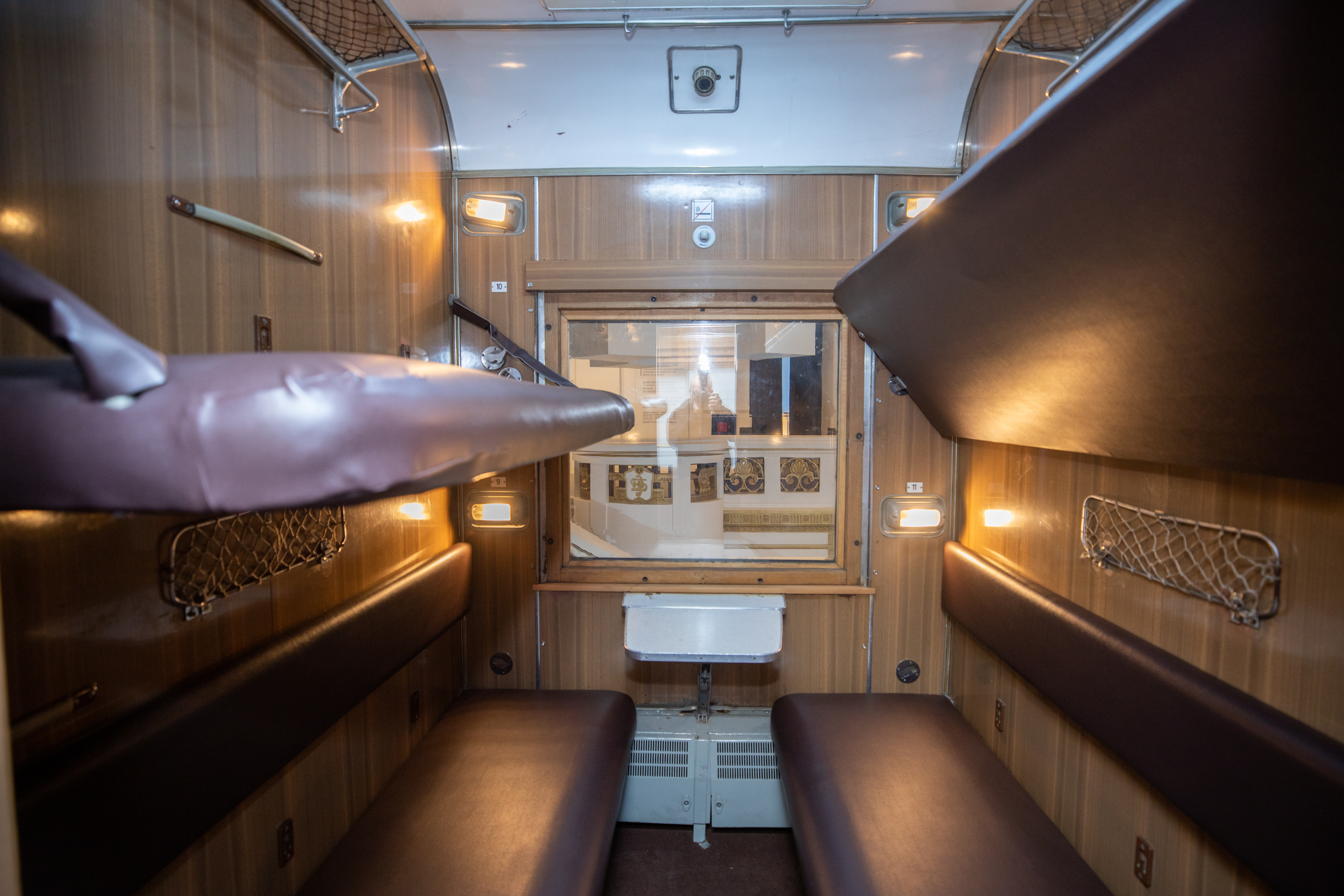
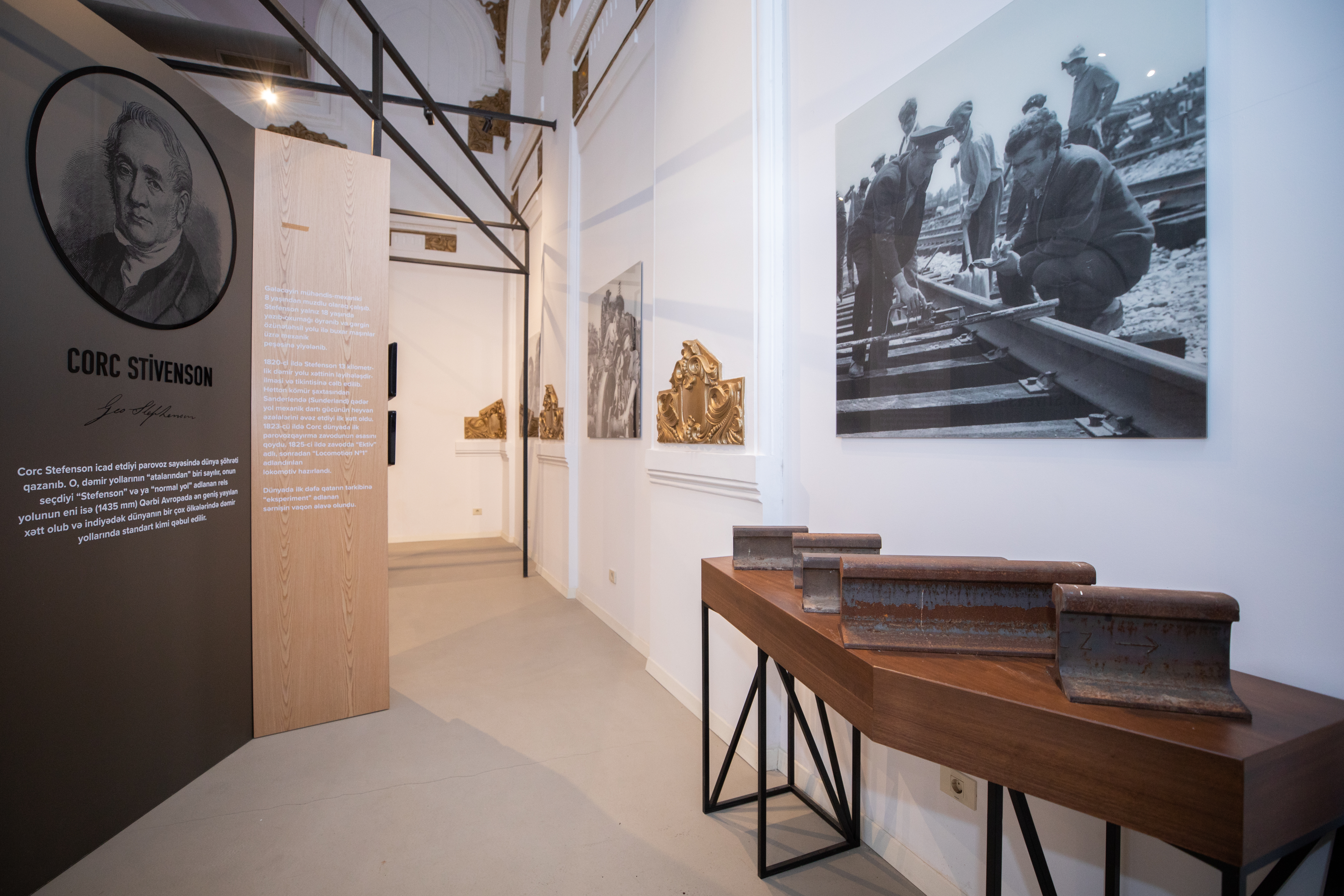